# Војислав Становчић
Војислав Становчић (Убли, код Херцег Новог, 2. јула 1930 — Београд, 9. априла 2017) био је српски академик, доктор политичких наука, члан Одељења друштвених наука САНУ, професор Факултета политичких наука Универзитета у Београду.

## Образовање и биографија
- Докторат политичких наука, Правни факултет у Београду, 1965; специјализација: Фордова стипендија на Јејлу и Харварду универзитету 1966/67.
- Професор Факултета политичких наука Универзитета у Београду, редовни професор од 1979. (шеф Катедре за политичку теорију и методологију).

Војислав Становчић је дипломирао на Правном факултету у Београду 1955. године, а потом је студирао на Филозофском факултету (група светске књижевности). Јануара 1965. одбранио је на Правном факултету у Београду докторску дисертацију „Индустријска демократија - схватања у британској социјално-политичкој теорији“. Од 1969. до 1995. предавао је на факултету политичких наука у Београду Историју политичких теорија, као доцент, ванредни (1974) и редовни професор (од 1979), а 1995. је пензионисан.
Школске 1960/61. био је на последипломским студијама на Факултету друштвених наука Универзитета у Лестеру (Енглеска), а 1966. и 1967. на постдокторским студијама политичких теорија на Јејлу (Yale University) и Харварду (Harvard). У 1986/87. држао је два семестра предавања из упоредних политичких система на последипломским студијама Универзитета у Albany-u (New York, САД). По позиву Института за европске студије из Беча држао је од јануара 1993. до јуна 1996 (осим летњег семестра 1995) курс предавања Topics in East European Politics.
Војислав Становчић је изабран за дописног члана Српске академије наука и уметности 15. децембра 1988. године, а за редовног члана 5. новембра 2009. године. Детаљни биографски и библиографски подаци објављени су у Годишњацима САНУ XCV (за 1988), CV (за 1998) и CXII (за 2005).
У научним круговима Становчић ужива глас озбиљног и зрелог истраживача, а познат је и широј јавности по својим недогматским и слободоумним ставовима које је износио и износи у својим радовима и приликом бројних иступања на научним скуповима, стручним саветовањима и у средствима јавног информисања. У својим истраживањима он следи оно за шта се систематично залаже у својим радовима – за слободу, критичност и одговорност, као и за моралну аутономију у просуђивању.
Становчић је познат и у иностранству, нарочито у круговима научника из политичких наука, где је учествовао на великом броју међународних конгреса и научних скупова, држао предавања, а након избора за дописног члана изабран је и у неколико угледних иностраних тела, савета и пројеката.
Служи се енглеским, француским, италијанским, руским и немачким језиком.

## Чланство и рад у САНУ
Одељење друштвених наука: редовни члан од 5. новембра 2009.
Одељење друштвених наука: дописни члан од 15. децембра 1988.
Функције у САНУ
Секретар Одељења друштвених наука од 20.4.2010; председник Управног одбора Етнографског института од 2002 (поново изабран 2010) и члан Научног већа (установљеног 2010). Председник Управног одбора и члан Научног већа Географског и института САНУ „Јован Цвијић".
Приступна академска беседа
Одржана 27. маја 2010. на тему „Легалност и легитимност"
(Још није објављена)
Приступно саопштење на скупу одељења након пријема за дописног члана
Саопштење: Проблем легитимности политичке власти. Глас / САНУ. ОДН. 366, 26 (1992) 43-117.
Чланство у стручним удружењима
Матица српска, члан сарадник; Међународно удружење за политичке науке (члан од 1985), члан Савета; Удружење за политичке науке; Удружење за уставно право; Комитет за изучавање федерализма; Савет за међуетничко споразумевање Карнегијеве задужбине.
Уреднички рад у САНУ
Зборник за друштвене науке Матице српске, члан Уредништва; Publius, члан Уређивачког савета; Enciklopedija političke kulture, председник Уређивачког одбора.
Биографије и библиографије САНУ
Год. / САНУ. 95 (1989) 527-546; 105 (1999) 639-647.
Одбори САНУ
МАО (Међуакадемски одбор) за проучавање положаја националних мањина и људских права, председник; Одбор за изворе српског права; МОО (Међу одељењски одбор) за проучавање српске националне мањине у суседним земљама; Одбор за филозофију и друштвену теорију.

## Признања
Од важнијих признања и награда треба поменути следеће:
- Награду „Златни печат“ (Sigillo d' Oro) добио је 23. новембра 2010 од Међународног центра за етноисторију и антропологију из Палерма (Сицилија). Италијански извори ову награду третирају као еквивалент „Нобелу“ за антропологију.
- Удружење универзитетских професора и научника Србије (основано 1923) доделило му је 9. јуна 2010. награду „Војислав К. Стојановић“ (награда носи име по светски чувеном хирургу који је дао велики допринос унапређивању хируршких метода, а највише је познат по високим моралним стандардима које је практиковао и захтевао од других).
- Награда града Београда за 2007. годину,[4] годину, за књигу из хуманистичких и друштвених наука објављену у 2006;
- Награда Фонда „Миодраг Јовичић“ за допринос проучавању уставног права и упоредних политичких идеја и система.